# Mariánský sloup (Litoměřice)
Mariánský sloup v Litoměřicích v okrese Litoměřice, se nachází na Mírovém náměstí, uprostřed skupiny lip ve středu jeho severní části. Pochází ze 17. století. Je označován též jako morový sloup. Od roku 1979 je památkově chráněn.

## Historie a popis
V roce 1680 postihla Litoměřice, stejně jako celou zemi, morová epidemie, při níž ve městě zemřelo asi 400 lidí. Na památku a z vděčnosti za její překonání bylo v letech 1681–1685 dle návrhu Giulia Broggia sochařem Abrahamem Kitzingerem z Děčína a litoměřickými kameníky Andreasem Koldererem a Ambrožem Waldem postaveno barokní sousoší. Mariánský nebo také Morový sloup byl vysvěcen 13. dubna 1681.
Na jeho vrcholu je umístěna Immaculata, což je ikonografický typ Panny Marie stojící na půlměsíci a zeměkouli s ovinutým hadem jako symbolem dědičného hříchu. Na postranních soklech jsou umístěny čtyři sochy patronů proti moru: svatého Rocha (vpředu vpravo), svatého Šebestiána (vpředu vlevo), a svatého Františka Xaverského (vzadu vpravo) a svatého Felixe (vzadu vlevo, socha bývá mylně považována za sv. Bartoloměje). Ve výklenku pak leží socha svaté Rozálie. Roku 1992 byly původní plastiky nahrazeny kopiemi, které jsou dílem akademických sochařů (restaurátorů) Čestmíra Mudruňky a Iva Hamáčka. Originály soch byly umístěny do depozitáře v bývalém jezuitském kostele. V roce 2003 sloup restauroval Pavel Míka.
Socha sv. Felixe bývá mylně považována za sv. Bartoloměje. Jde však o mučedníka, jehož ostatky přivezl roku 1676 do Litoměřic z Říma biskup Jaroslav Ignác Šternberk, jehož radní žádali o souhlas se stavbou sloupu.